# Amazonas (1851)
La Amazonas fue una fragata de hélice de la Armada del Imperio del Brasil que sirvió en la Guerra de la Triple Alianza decidiendo las principales acciones navales del conflicto. Fue también el primer navío de guerra de gran porte en navegar el río Amazonas.

## Historia
Cuarta embarcación de la marina brasileña en llevar ese nombre en homenaje al río Amazonas, fue construida en los astilleros de Thomas Wilson, en Birkenhead, Liverpool, Inglaterra, según contrato con el Imperio del Brasil a un costo de £ 41 061. 
Buque mixto con aparejo de fragata era impulsado por una máquina de vapor con una potencia de 350 HP que impulsaban dos ruedas laterales y le permitían alcanzar una velocidad de 10 nudos. Su eslora era de 56,9 m, manga de 9,8 m y un calado de 4,5 m, con un desplazamiento de 1800 t. Montaba 4 cañones de a 32 lb en batería y otros dos de a 70 lb pero cuando entró en combate sería su espolón su principal arma ofensiva. Era tripulada por 25 oficiales y otros 437 entre marineros y tropa.
Fue botada el 25 de septiembre de 1851 e incorporada el 7 de abril de 1852 al mando del capitán teniente (Capitão-Tenente) Elisiário Antônio dos Santos, más tarde Barón de Angra, arribando a Río de Janeiro el 2 de junio de ese mismo año, incorporándose a la división naval movilizada al Río de la Plata en apoyo de las acciones del Ejército Grande contra la Confederación Argentina.
Los siguientes años estuvo sucesivamente al mando del capitán de fragata Joaquim Raymundo de Lamere y de los capitanes tenientes Achilles Lacombe, Rafael Mendes de Morais e Valle, Francisco Xavier de Alcântara, Luiz da Gama Rosa, José Segundino de Gomensoro, Francisco Pereira Pinto, Francisco Edwiges Brício y Manuel Pedro dos Reis.
El 21 de diciembre de 1858 asumió el mando el entonces capitán teniente Theotônio Raimundo de Brito, bajo cuyo comando entraría finalmente en combate.

### Guerra del Paraguay
Tras el estallido de la Guerra del Paraguay, el 30 de abril de 1865 partió de Buenos Aires al mando del capitán de fragata Theotônio Raimundo de Brito, buque insignia del almirante Francisco Manuel Barroso da Silva, Barón de Amazonas, comandante de la fuerza naval imperial contra los paraguayos. La división estaba compuesta también por las corbetas Beberibe, Belmonte y Parnahyba y por las cañoneras Araguary, Mearim, Ipiranga, Iguatemy y Jequitinhonha (capitán José Pinto). 
La escuadra imperial subió el río Paraná a fin de bloquear a la escuadrilla paraguaya en "Tres Bocas", la confluencia de los ríos Paraguay y Paraná.

#### Batalla del Riachuelo
El 10 de junio de 1865, la flota paraguaya estaba anclada en el río Paraguay, cerca de Humaitá.
Al mando del capitán de fragata Pedro Ignacio Meza, a bordo del buque insignia Tacuarí (José María Martínez), estaba compuesta por los vapores Ygureí al mando del entonces teniente Remigio Del Rosario Cabral Velázquez, segundo de la escuadra, del Marquês de Olinda (teniente Ezequiel Robles), el Paraguarí (teniente José Alonso), Jejuí (teniente Aniceto López), Yporá (Domingo Antonio Ortiz), Salto Oriental (teniente Vicente Alcaraz) e Yberá (teniente Pedro Victorino Gill) y Pirabebe (teniente Tomás Pereira), y tres chatas artilladas.
La escuadra brasileña permanecía cerca de sus adversarios, surta sobre la costa del Chaco en las cercanías de la isla Barranquera. 
La flota paraguaya recibió órdenes de atacarla. Dada la superioridad de las fuerzas brasileñas, la única posibilidad de Meza residía en la sorpresa. El plan era partir en las primeras horas de la madrugada río abajo con los motores apagados y las calderas encendidas y apenas sobrepasados los buques brasileños, retroceder y abordarlos. Pero desperfectos en la Yberá demoraron la partida hasta las 09:00 de la mañana del día 11 y el avance resultó más lento de los esperado por la necesidad de remolcar las chatas artilladas, por lo que la escuadra arribó a media mañana y fue detectada tempranamente por el Mearim por la escuadra imperial dándoles tiempo de prepararse y calentar calderas.

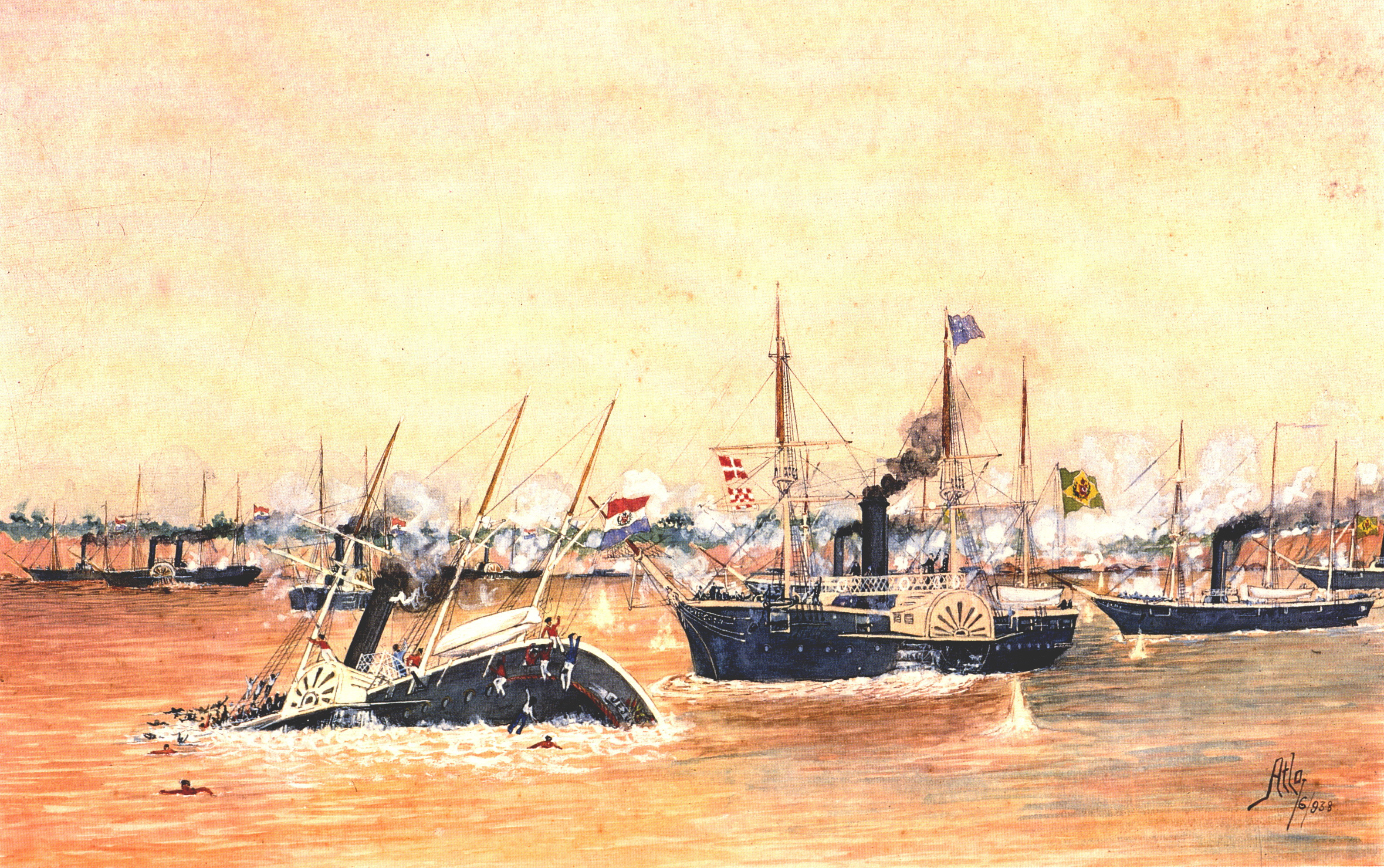
El Amazonas en la Batalla del Riachuelo.

La escuadra brasileña estaba compuesta de dos divisiones con un total de 9 navíos y 1.113 hombres.
El Amazonas contaba en ese momento con una tripulación de 14 oficiales y 149 tripulantes, muchos de los cuales se encontraban en tierra buscando leña para suplir la falta de carbón 
Meza desechó el abordaje y abrió fuego, que fue respondido por la escuadra imperial. El Jejuí recibió graves daños al igual que las chatas, por lo que los paraguayos se refugiaron en el Riachuelo protegidos por las baterías de tierra y la fusilería de la infantería. 
El almirante Barroso hizo transmitir por señales a sus buques tres frases que serían célebres en la historia naval brasilera: "Brasil espera que cada hombre cumpla con su deber", "Atacar y destruir al enemigo tan cerca como sea posible" y "Mantener el fuego que la victoria es nuestra".
Su escuadra se dirigió entonces hacia el Riachuelo, pero el Amazonas se desvió de su rumbo seguido por el Jequitinhonha. El Belmonte quedó entonces adelantado de la línea bajo fuego cerrado de los paraguayos que le produjeron serias averías y lo obligaron a embicarse sobre la costa de la isla Cabral.
El Amazonas regresó rápidamente a su posición pero esta vez fue el Jeiquitinhonha el que quedó varado bajo fuego enemigo. 
Mientras la escuadra brasileña seguía de largo río abajo hasta la isla Palomera para entonces retomar río arriba, el Parnahyba retrocedió en auxilio del Jequitinhonha, pero el Tacuarí, el Marquês de Olinda, el Salto Oriental y el Paraguari dejaron la costa y se lanzaron contra el Parnahyba, que llegó a ser abordado por los tres primeros.
Pese a la resistencia de los marineros y la tropa que "peleaban solos, pues al retirarse el comandante a la sala de armas le siguieron todos los oficiales.", las tropas del batallón 6º Nambi´i del Salto consiguieron afianzar su posición en el buque. Cuando la caída era inminente "llegó la Amazonas, y demás buques y nos salvaron. Guastavino fue nuestra providencia, porque él aviso al Almirante que la Parnahiba estaba abordada y que era preciso ir sobre los enemigos. Y es posible ir? dijo Barroso refiriñendose al río - Si señor, y allá vamos, dijo Guastavino, cargando el timón". 
Guiada por el práctico argentino Bernardino Guastavino, la Amazonas marchó en auxilio del Parnahiba seguida por el Beberibé y el Araguary y tras limpiar la cubierta de los combatientes paraguayos sobrevivientes, embistió al Paraguarí obligándolo a encallar y abrió fuego cerrado sobre el Marquês de Olinda mientras el Tacuarí enfrentaba solo al Araguary y Beberibé.
Con la caldera destruida, el Marquês de Olinda fue arrastrado por la corriente hasta varar en un banco. La mayor parte de sus tripulantes murieron quemados o heridos por el fuego enemigo.
El Amazonas marchó seguido de sus consortes (exceptuando el Mearim que dejó la formación en auxilio del Belmonte) contra los restantes buques paraguayos, embistió y hundió primero al Jejui y seguidamente a la última chata remolcada por el Salto Oriental, lanzándose luego en persecución del Pirabebé, Yporá e Ygurei que se dirigían ya aguas arriba.
Al observar que el Salto Oriental y el Marquês de Olinda trataban de recuperarse, el Amazonas cambió de rumbo y espoloneó al primero, que comenzó a hundirse rápidamente, y luego al segundo. Decidido ya el combate, partidas de la Amazonas abordaron y rindieron al Marquês de Olinda.
Durante el combate, en el que en buena medida decidió la victoria brasileña, la fragata Amazonas tuvo 13 muertos y 13 heridos.
El 18 de junio forzó el pasaje de Mercedes y el 12 de agosto encabezó la división brasileña en el Combate de Paso de Cuevas, seguido del vapor argentino de 11 cañones Guardia Nacional.

### Acciones posteriores
El 22 de enero de 1867 regresó a Río de Janeiro. El 27 de agosto de 1867 se hizo cargo del mando el capitán teniente Joaquim Guilherme de Mello Carrão hasta 1869, cuando lo asumió el capitán de fragata Arthur Silveira da Motta.
En 1884 fue designada como navío de instrucción de la Escuela Práctica de Artillería y Torpedos.
El 5 de mayo de 1893 asumió el mando Pedro Benjamin de Cerqueira Lima. Al estallar en septiembre de ese año la revuelta de la Armada de Brasil contra vicepresidente en ejercicio de la presidencia mariscal Floriano Vieira Peixoto liderada por el almirante Custódio de Melo, el Amazonas fue capturado por los rebeldes y encallado al oeste de la Ilha das Enxadas, Bahía de Guanabara, estado de Río de Janeiro, hundiéndose luego. Tras ser parcialmente desmantelado los restos de su casco fueron destruidos por una mina en 1897.